# 科林德雷斯
科林德雷斯，是西班牙坎塔布里亚的一个市镇。总面积6平方公里，总人口6924人（2001年），人口密度1154人/平方公里。